# الخطاف (فلم)
الخطاف فيلم مغربي كوميدي صدر سنة 2010 من إخراج وبطولة سعيد الناصري، إلى جانب سميرة الهواري، عزيز داداس، عصام كاريكا، صبحي خليل، فضيلة بنموسى، وآخرين.

## القصة
تدور أحداث الفيلم عن خالد (سعيد الناصري) الذي يعول أسرةً مكونةً من ثلاثة أفراد عقب وفاة والده ويعمل سائق تاكسي، تنقلب حياته رأسًا علي عقب عندما يحاول مساعدة السيدة سعاد التي تعرف عليها في المطار، حيث أنها اكتشفت أن زوجها كان على علاقةٍ بالمافيا الإيطالية، فيساعدها على تهريب والدها من إحدى المستشفيات النفسية التي ألقته فيها العصابة التي أوهمتها بأنه غير موجود على قيد الحياة.

## ردود الفعل
لقي الفيلم نجاحا في الصالات السينمائية المغربية، إذ تجاوز حاجز 180 ألف تذكرة.
إلا أنه تعرض للانتقاد من عدد كبير من نقاد وجمهور مهرجان القاهرة السينمائي الفيلم المغربي «الخطاف» والذي شارك في بطولته من مصر الفنان صبحي خليل والمغني عصام كاريكا مع الفنانة المغربية سميرة الهواري حيث رأي الحاضرون أن المستوي الفني للفيلم ضعيف للغاية ولا يؤهله بأن يشارك في مسابقة الأفلام العربية بالمهرجان لضعف الحوار والسيناريو والأداء المتوسط للممثلين بالإضافة إلى القصة«المعادة» والمقتبسة من الأفلام الأجنبية والمصرية القديمة التي تدور حول عصابات المافيا إلا أنها بعيدة تماماً عن أجواء رعب العصابات الدولية.

## روابط خارجية
- مقالات تستعمل روابط فنية بلا صلة مع ويكي بيانات